# 2004年アテネオリンピックの聖火リレー

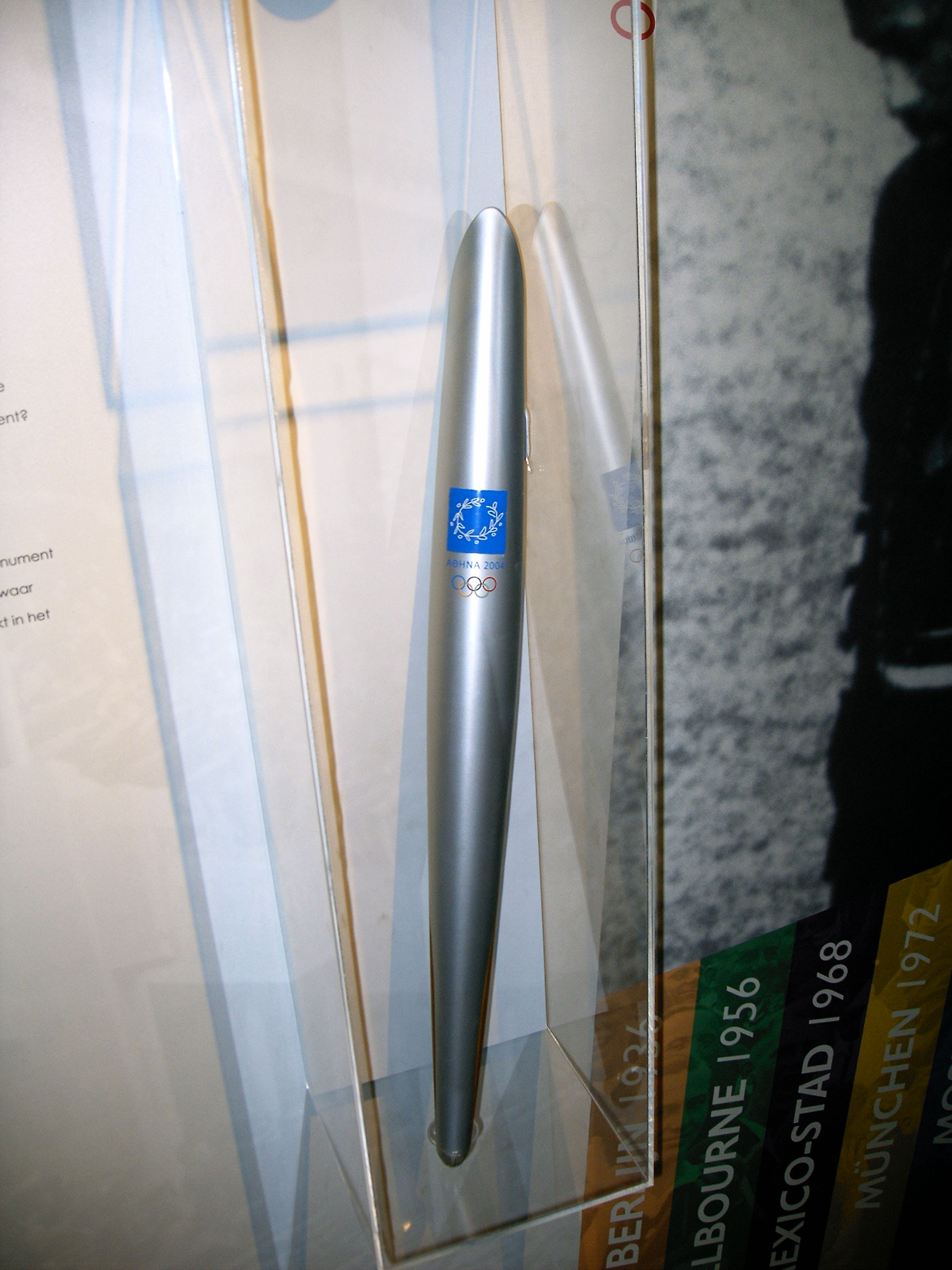
トーチ

2004年アテネオリンピックの聖火リレー（2004ねんアテネオリンピックのせいかリレー）は、2004年に行われたアテネオリンピックの聖火リレー。

## 概要
この聖火リレーは、古代オリンピックの地であり、近代オリンピックが初めて行われた都市であるアテネでオリンピックが行われる事から、2004年6月から開会式（8月13日）までに、過去の開催地を中心とした世界5大陸の全てを巡回して、リレーする試みがなされた。
アテネでの近代オリンピックは、2004年だけでなく、1896年の最初の近代オリンピックと、非公式に1906年にも行われているが、この2つの大会の時にはまだ聖火リレーは行われていない。初めて聖火リレーが行われたのは1936年ベルリンオリンピックである。

## 開催地

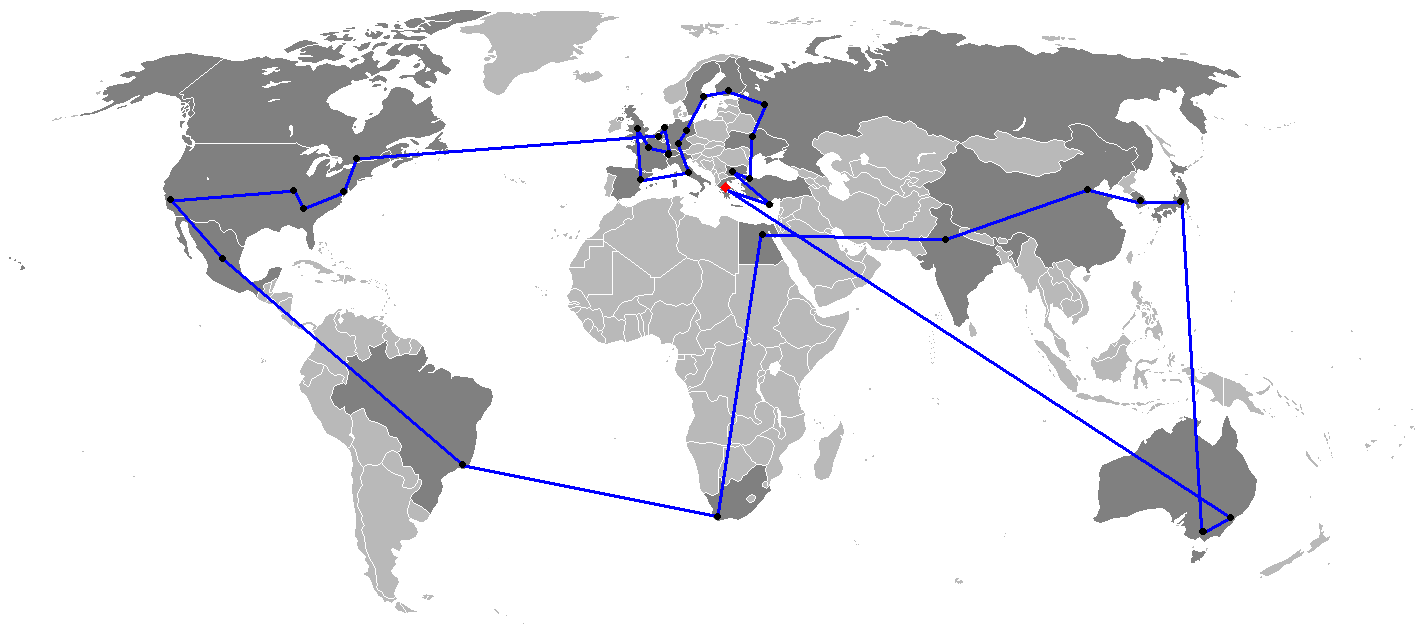
聖火リレー開催地

1. シドニー（オーストラリア 2000年）
2. メルボルン（オーストラリア 1956年）
3. 東京（日本 1964年、2020年）
  - 卓球女子で出場した福原愛や長嶋一茂、各テレビ局のアナウンサーがランナーを務め、東京のお台場から都庁間をリレーした。
4. ソウル（大韓民国 1988年）
5. 北京（中華人民共和国 2008年、2022年）
6. デリー（インド アジア競技大会発祥の地）
7. カイロ（エジプト）
8. ケープタウン（南アフリカ共和国）
9. リオ・デ・ジャネイロ（ブラジル 2016年）
10. メキシコシティ（メキシコ 1968年）
11. ロサンゼルス（アメリカ合衆国 1932年、1984年、2028年）
12. セントルイス（アメリカ合衆国 1904年）
13. アトランタ（アメリカ合衆国 1996年）
14. ニューヨーク（アメリカ合衆国 国際連合本部所在地）
15. モントリオール（カナダ 1976年）
16. アントワープ（ベルギー 1920年）
17. ブリュッセル（ベルギー 欧州連合本部所在地）
18. アムステルダム（オランダ 1928年）
19. ジュネーヴ（スイス）
20. ローザンヌ（スイス 国際オリンピック委員会本部所在地）
21. パリ（フランス 1900年、1924年、2024年）
22. ロンドン（イギリス 1908年、1948年、2012年）
23. マドリード（スペイン）
24. バルセロナ（スペイン 1992年）
25. ローマ（イタリア 1960年）
26. ミュンヘン（ドイツ 1972年）
27. ベルリン（ドイツ 1936年）
28. ストックホルム（スウェーデン 1912年、1956年馬術競技）
29. ヘルシンキ（フィンランド 1952年）
30. モスクワ（ロシア 1980年）
31. キエフ（ウクライナ）
32. イスタンブール（トルコ）
33. ソフィア（ブルガリア）
34. ニコシア（キプロス）
35. アテネ（ギリシャ 1896年、2004年）
  - 最終ランナーはギリシャのセーリング選手、ニコラオス・カクラマナキスが勤めた。